# ديزج خليل
ديزج‌ خليل هي قرية في مقاطعة شبستر، إيران. عدد سكان هذه القرية هو 4,048 في سنة 2006.